# Friedrich Busch
Friedrich W. Busch (ur. 5 lipca 1938 w Bocholt, zm. 28 maja 2021 w Rastede) – niemiecki pedagog, profesor Uniwersytetu w Oldenburgu.

## Kariera zawodowa
Ukończył studia pedagogiczne, po których, w latach 1963–1967, pracował jako nauczyciel. W 1967 został pracownikiem naukowym Westfalskiego Uniwersytetu Wilhelma w Münsterze a następnie Uniwersytetu w Oldenburgu, gdzie w 1974 został profesorem. W latach 1976–1979 był prorektorem i organizatorem eksperymentu dotyczącego jednofazowego kształcenia nauczycieli. W latach 1991–1993 pełnił funkcję dziekana Wydziału Nauk o Wychowaniu Uniwersytetu Technicznego w Dreźnie. Przewodniczący Towarzystwa Kształcenia Nauczycieli w Europie, redaktor czasopisma Pädagogik und Schule in Ost und West. Współautor książki W poszukiwaniu wspólnoty. 15 lat spotkań pedagogów z Oldenburga i Torunia (Wydawnictwo Naukowe Uniwersytetu Mikołaja Kopernika w Toruniu, 1996).

## Zainteresowania naukowe
Główne zainteresowania badawcze Buscha koncentrują się na zagadnieniach związanych z ogólną nauką o wychowaniu oraz porównawczymi badaniami oświatowymi w skali międzynarodowej. Ponadto w kręgu zainteresowań badacza są: historia oświaty i wychowania oraz kształcenie nauczycieli.

## Publikacje
- Familienerziehung in der sozialistischen Pädagogik der DDR, 1972
- Vergleichende Erziehungswissenschaft, 1974
- Johann Friedrich Herbart, 1976
- Lehren und Lernen in der Lehrerbildung, 1981
- Schulleben heute, 1984
- Lehrerausbildung in Europa, 1986
- Die Schule und die Perspektiven unserer Kultur, 1986, współautor
- Perspektive gesellschaftlicher Entwicklung in beiden deutschen Schulen, red. 1988
- Wege entstehen beim Gehen, red. 1993
- Aspekte der Bildungsforschung, 1996